# Dong Xuesheng
Dong Xuesheng (董學升T, 董学升S, Dǒng XuéshēngP; Dalian, 22 maggio 1989) è un calciatore cinese, attaccante del Wuhan Zall.

## Statistiche

### Presenze e reti nei club
Statistiche aggiornate al 15 luglio 2015.
| Stagione        | Squadra          | Campionato      | Campionato | Campionato | Coppe nazionali | Coppe nazionali | Coppe nazionali | Coppe continentali | Coppe continentali | Coppe continentali | Altre coppe | Altre coppe | Altre coppe | Totale | Totale |
| Stagione        | Squadra          | Comp            | Pres       | Reti       | Comp            | Pres            | Reti            | Comp               | Pres               | Reti               | Comp        | Pres        | Reti        | Pres   | Reti   |
| --------------- | ---------------- | --------------- | ---------- | ---------- | --------------- | --------------- | --------------- | ------------------ | ------------------ | ------------------ | ----------- | ----------- | ----------- | ------ | ------ |
| 2009            | Shanghai Shenhua | CSL             | 7          | 1          | -               | -               | -               | ACL                | 4                  | 0                  | -           | -           | -           | 11     | 1      |
| 2010            | Shanghai Shenhua | CSL             | 18         | 1          | -               | -               | -               | -                  | -                  | -                  | -           | -           | -           | 18     | 1      |
| apr.-lug. 2011  | Shanghai Shenhua | CSL             | 1          | 0          | -               | -               | -               | ACL                | 1                  | 0                  | -           | -           | -           | 2      | 0      |
| lug.-nov. 2011  | Shenzhen Ruby    | CSL             | 16         | 5          | CC              | 0               | 0               | -                  | -                  | -                  | -           | -           | -           | 16     | 5      |
| 2012            | Dalian Aerbin    | CSL             | 17         | 2          | CC              | 1               | 0               | -                  | -                  | -                  | -           | -           | -           | 18     | 2      |
| 2013            | Dalian Aerbin    | CSL             | 18         | 2          | CC              | 5               | 1               | -                  | -                  | -                  | -           | -           | -           | 23     | 3      |
| 2014            | Guangzhou E.     | CSL             | 9          | 5          | CC              | 2               | 0               | ACL                | 1                  | 0                  | -           | -           | -           | 12     | 5      |
| 2015            | Guangzhou E.     | CSL             | 7          | 0          | CC              | 1               | 0               | ACL                | 1                  | 0                  | -           | -           | -           | 9      | 0      |
| Totale carriera | Totale carriera  | Totale carriera | 93         | 16         |                 | 9               | 1               |                    | 7                  | 0                  |             | -           | -           | 109    | 17     |

### Cronologia presenze e reti in nazionale
| Cronologia completa delle presenze e delle reti in nazionale ― Cina | Cronologia completa delle presenze e delle reti in nazionale ― Cina | Cronologia completa delle presenze e delle reti in nazionale ― Cina | Cronologia completa delle presenze e delle reti in nazionale ― Cina | Cronologia completa delle presenze e delle reti in nazionale ― Cina | Cronologia completa delle presenze e delle reti in nazionale ― Cina | Cronologia completa delle presenze e delle reti in nazionale ― Cina | Cronologia completa delle presenze e delle reti in nazionale ― Cina |
| Data                                                                | Città                                                               | In casa                                                             | Risultato                                                           | Ospiti                                                              | Competizione                                                        | Reti                                                                | Note                                                                |
| ------------------------------------------------------------------- | ------------------------------------------------------------------- | ------------------------------------------------------------------- | ------------------------------------------------------------------- | ------------------------------------------------------------------- | ------------------------------------------------------------------- | ------------------------------------------------------------------- | ------------------------------------------------------------------- |
| 21-03-2019                                                          | Nanning                                                             | Cina                                                                | 0 – 1                                                               | Thailandia                                                          | Cina Cup - Semifinale                                               | -                                                                   | 80’                                                                 |
| Totale                                                              |                                                                     | Presenze                                                            | 1                                                                   |                                                                     | Reti                                                                | 0                                                                   |                                                                     |

## Palmarès

### Club

#### Competizioni nazionali
- Campionato cinese: 2

Guangzhou Evergrande: 2014, 2015